# Diecéze Acholla
Diecéze Acholla je titulární diecéze římskokatolické církve.

## Historie
Acholla, idetifikovatelná s Ras Boutria 45 km severně od Sfaxu v dnešním Tunisku, bylo starobylé biskupské sídlo nacházející se v římské provincii Byzacena.
Archeologické vykopávky prováděné ve 20. století našly na území dvě křtitelnice.
Známe dva biskupy této diecéze. Restitut, který se roku 484 zúčastnil koncilu v Kartágu svolaného vandalským králem Hunerichem. Quintus se roku 646 podepsal na dopis konstantinopolského patriarchy Pavla, který byl roku 649 čten na římském synodu svolaném papežem Martinem I.
Dnes je využívána jako titulární biskupské sídlo; současným titulárním biskupem je Eusebio L. Elizondo Almaguer, pomocný biskup arcidiecéze Seattle.

## Seznam biskupů
- Restitut (zmíněn roku 484)
- Quintus (zmíněn roku 646)

## Seznam titulárních biskupů
- Antonio Ludovico Van der Veen Zeppenfeldt, O.P. (1948-1957)
- Evelio Domínguez Recinos (1957-1988)
- Georges Pierre Soubrier, P.S.S. (1988-1996)
- Gregory Michael Aymond (1996-2000)
- Henry Theophilus Howaniec, O.F.M. (2000-2003)
- Nestor Celestial Cariño (2003-2005)
- Eusebio L. Elizondo Almaguer, M.Sp.S. (od 2005)